# Ostatnie Pokolenie

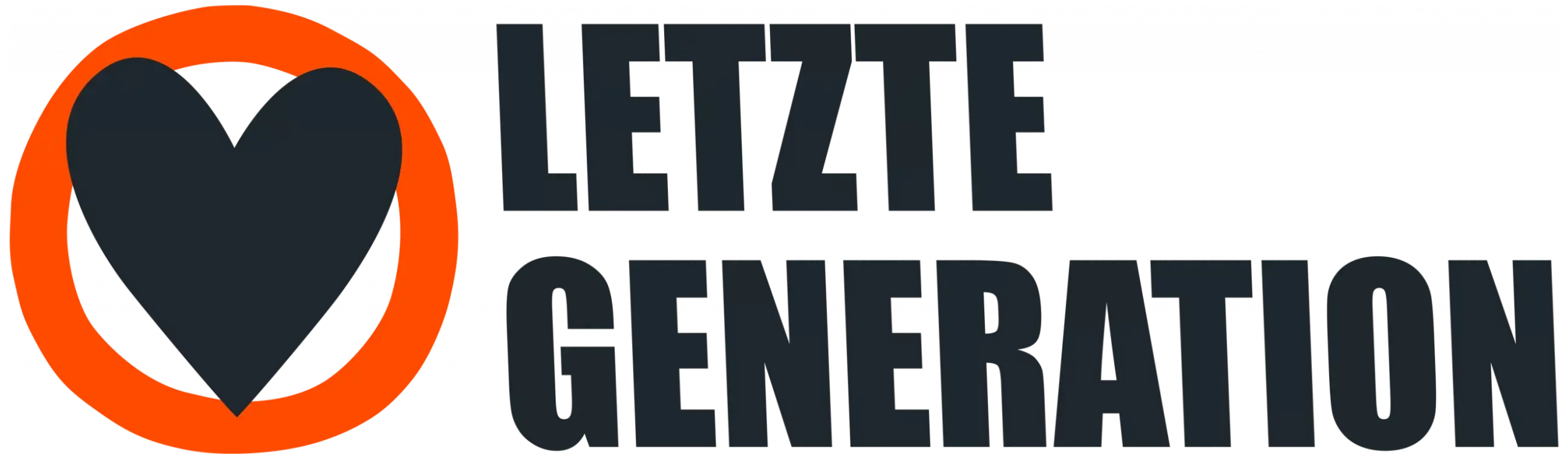
Logo niemieckiej frakcji Ostatniego Pokolenia

Ostatnie Pokolenie (niem. Letzte Generation, wł. Ultima Generazione) – grupa aktywistów ekologicznych stosujących formy nieposłuszeństwa obywatelskiego na rzecz walki ze zmianami klimatycznymi. Działając pierwotnie w Niemczech, ma ona też siostrzane organizacje we Włoszech i Polsce, jak również nieaktywną od 2024 grupę w Austrii.
Od czasu jej pierwszego powstania w 2021, aktywiści grupy przeprowadzali liczne akcje o charakterze bezprzemocowym w postaci blokad dróg oraz aktów wandalizmu wymierzonego w jachty, znane obrazy, budynki, prywatne odrzutowce i pomniki, najczęściej przy użyciu pomarańczowej farby. Metody nieposłuszeństwa obywatelskiego stosowane przez Ostatnie Pokolenie wielokrotnie budziły kontrowersje.

## Poglądy
Nazwa grupy nawiązuje do przekonania, zgodnie z którym obecne pokolenie ludzi jako ostatnie może jeszcze coś zrobić przed osiągnięciem spodziewanych punktów krytycznych w systemie klimatycznym Ziemi.
Zdaniem niemieckiej frakcji mamy do czynienia z kryzysem klimatycznym, a koszty jego rozwiązania powinny ponieść osoby z wysokimi dochodami. Aktywiści ci zażądali wprowadzenia ogólnokrajowego ograniczenia prędkości do 100 km/h na autostradach, uniwersalnego biletu na transport publiczny za 9 euro oraz zaprzestania użycia paliw kopalnych do 2030. Stwierdziła również, że niemiecki rząd świadomie łamie własne cele w zakresie ochrony klimatu.
Polska frakcja postuluje o przekazanie wszystkich środków planowanych na rozbudowę nowych autostrad na transport publiczny oraz o wprowadzenie biletu miesięcznego za 50 zł na transport regionalny.

## Historia

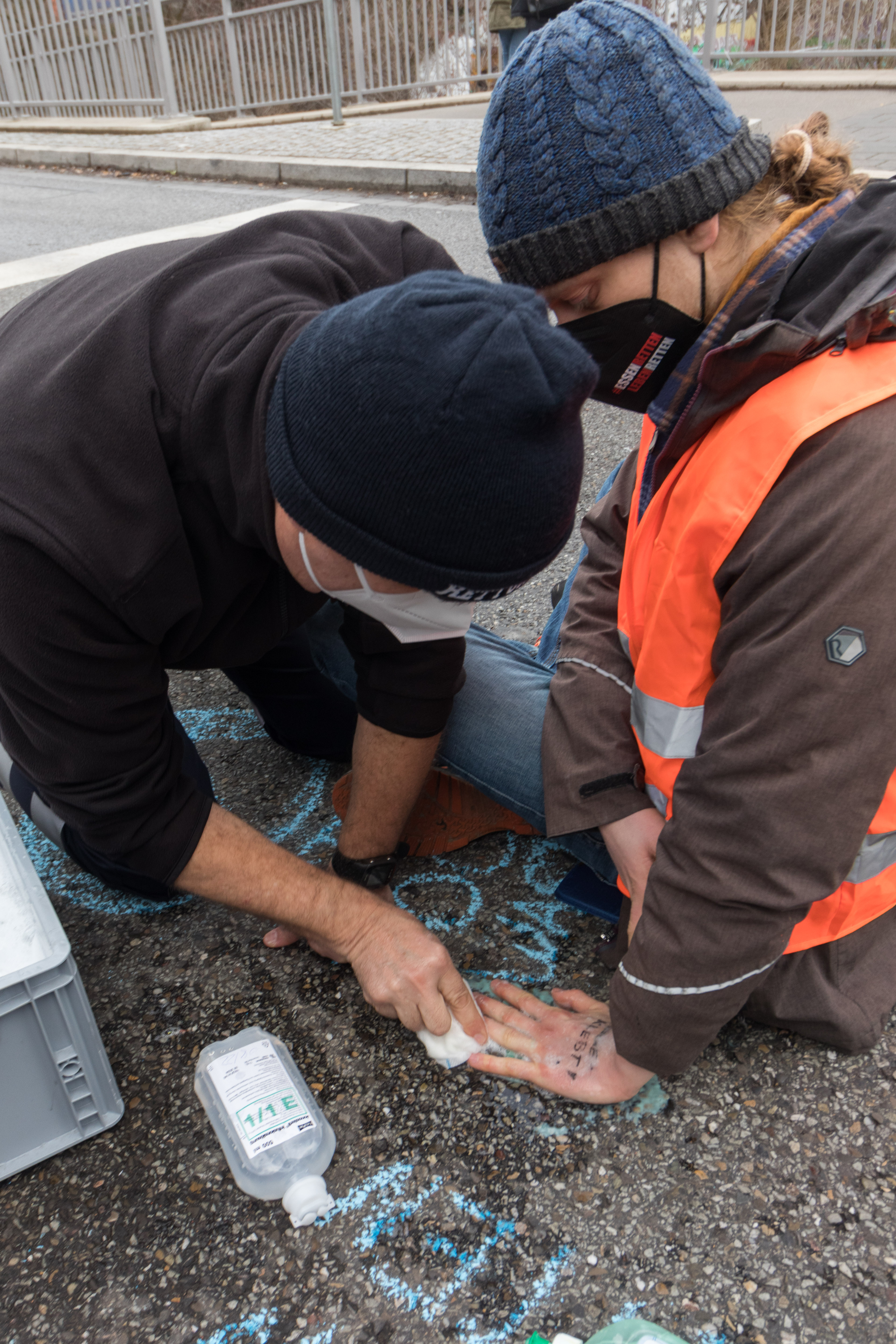
Lekarz pogotowia ratunkowego we Freiburgu używający środka rozpuszczającego w celu odlepienia dłoni aktywisty od asfaltu (2022)

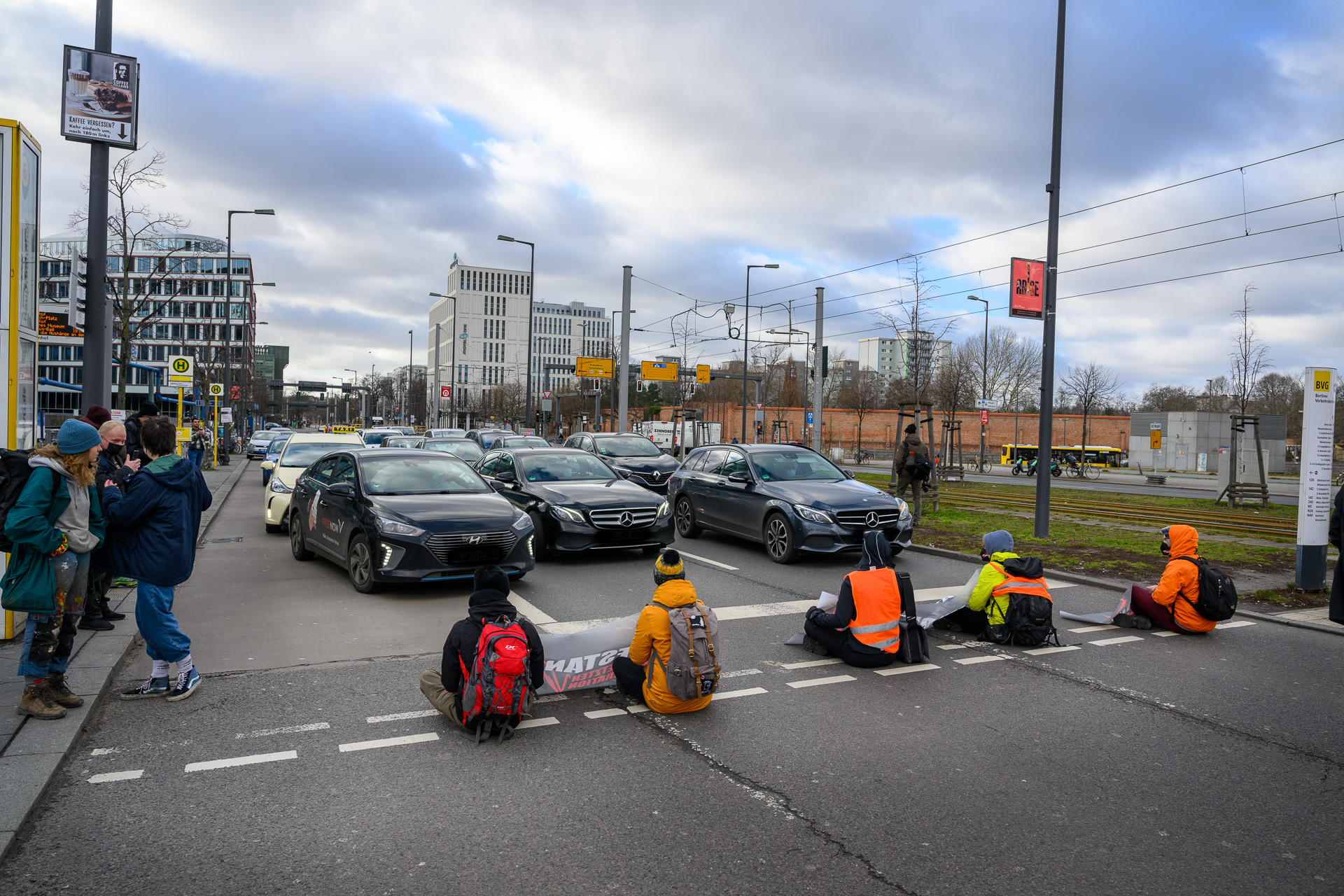
Blokady drogowe na dworcu głównym w Berlinie (2022)

### 2021/2022
Organizacja została uformowana w sierpniu 2021 przez uczestników strajku głodowego Hungerstreik der letzten Generation, który zorganizowano przed niemieckimi wyborami parlamentarnymi, aby zwrócić uwagę na problem sprawiedliwości klimatycznej. Na początku ruch wzywał również do ograniczenia marnotrawienia żywności, m.in. poprzez rozdawanie ludziom wyrzuconego jedzenia wciąż zdatnego do konsumpcji. Wraz z blokadami dróg, obie te metody zastosowano na początku 2022, aby wesprzeć żądania działaczy dotyczące wprowadzenia niemieckiej ustawy zapobiegającej marnowaniu jedzenia.
W Poczdamie rzucono purée ziemniaczanym bezpośrednio w jeden z obrazów Claude’a Moneta. W Rzymie aktywiści oblali zupą chroniony szkłem obraz van Gogha Siewca. Również oszklone dzieło autorstwa Gustawa Klimta Śmierć i życie zostało polane czarną farbą w Wiedniu. Żadne z dzieł sztuki, które zaatakowali protestujący, nie zostały trwale uszkodzone.
W 2022 przeprowadzono około 370 różnych akcji, z czego 276 stanowiły blokady drogowe.

### 2023
W maju samolot Piper PA-23 Aztec na lotnisku w Berlinie został pomalowany sprayem, co spowodowało uszkodzenia o wartości szacunkowej 72 tys. euro. Tego samego miesiąca w wyniku blokady jednej z dróg w Wiedniu ambulans jadący na sygnale nie mógł dotrzeć na czas do szpitala, co spowodowało śmierć pacjenta. 23 maja dwie działaczki wylały na siebie błoto przed budynkiem włoskiego Senatu w ramach protestu przeciwko użytkowi paliw kopalnych. Zwrócono przy tym zdarzeniu uwagę na niszczycielskie skutki powodzi, takich jak te, które nawiedziły region Emilia-Romania. 

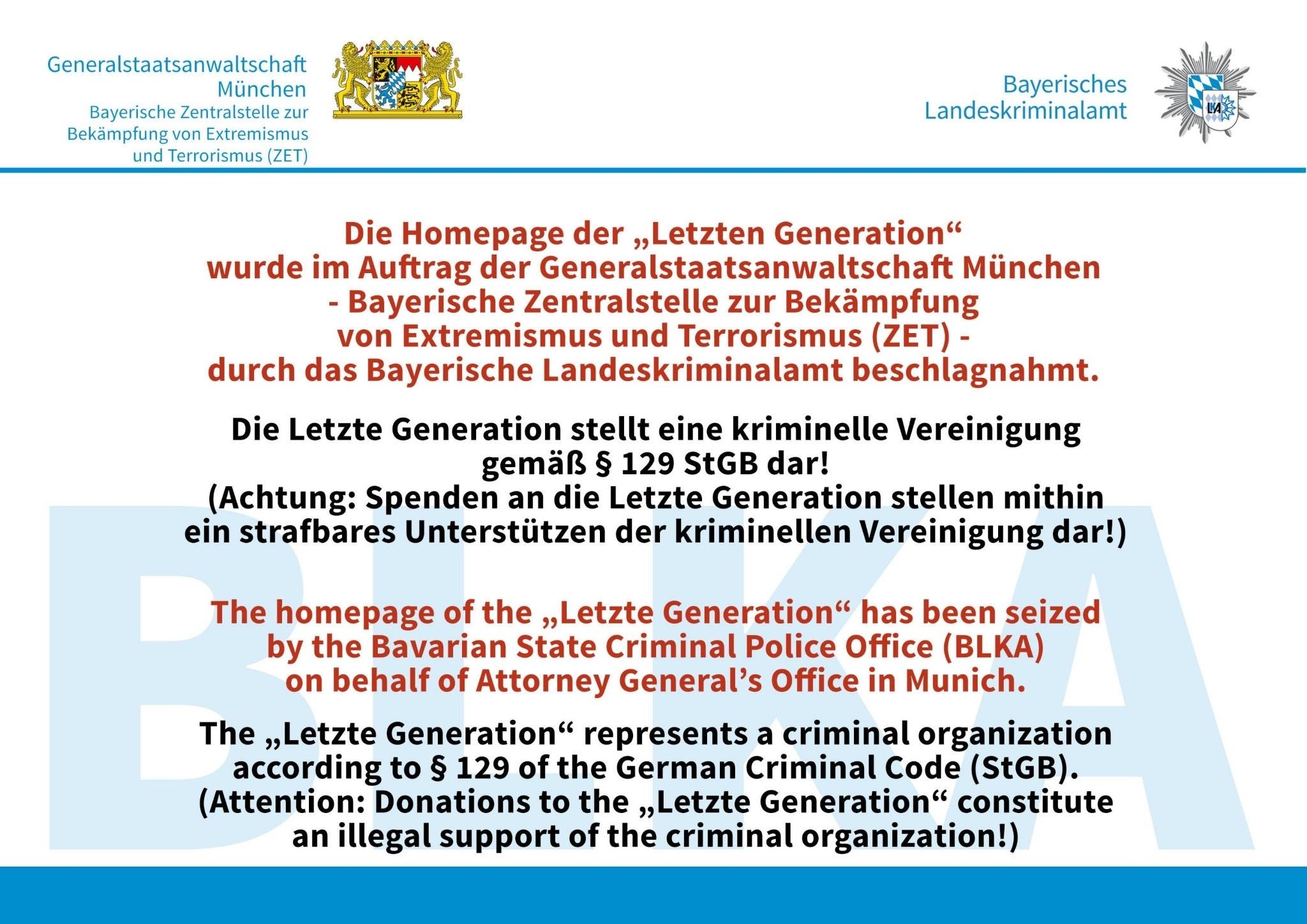
Notatka na zawieszonej stronie internetowej organizacji od Prokuratury Generalnej Monachium, która określiła grupę jako „przestępczą”. Sformułowanie to później usunięto.

W maju Sąd Krajowy w Monachium wszczął śledztwo wobec niemieckiego Ostatniego Pokolenia ze względu na stosowaną przez grupę formę nieposłuszeństwa obywatelskiego. 24 maja około 170 policjantów przeszukało nieruchomości i komputery należące do aktywistów, przy czym udało się skonfiskować konto darowizn organizacji, a ich pierwotną stronę internetową chwilowo zamknięto. Ostatecznie Sąd Krajowy prawomocnie uznał przeszukania i konfiskaty za zgodne z prawem, gdyż podejrzenie, że chodzi o organizację przestępczą było wówczas uzasadnione. Sąd uznał ponadto akcje Ostatniego Pokolenia za zagrażające bezpieczeństwu publicznemu i niezgodne z duchem demokracji, a które nie dają się uzasadnić względami moralnymi. Po tym wyroku niektóre niemieckie media zaczęły powielać fałszywe informacje, które stwierdzały, że Ostatnie Pokolenie zostało uznane za organizację nastawioną na popełnianie przestępstw. 

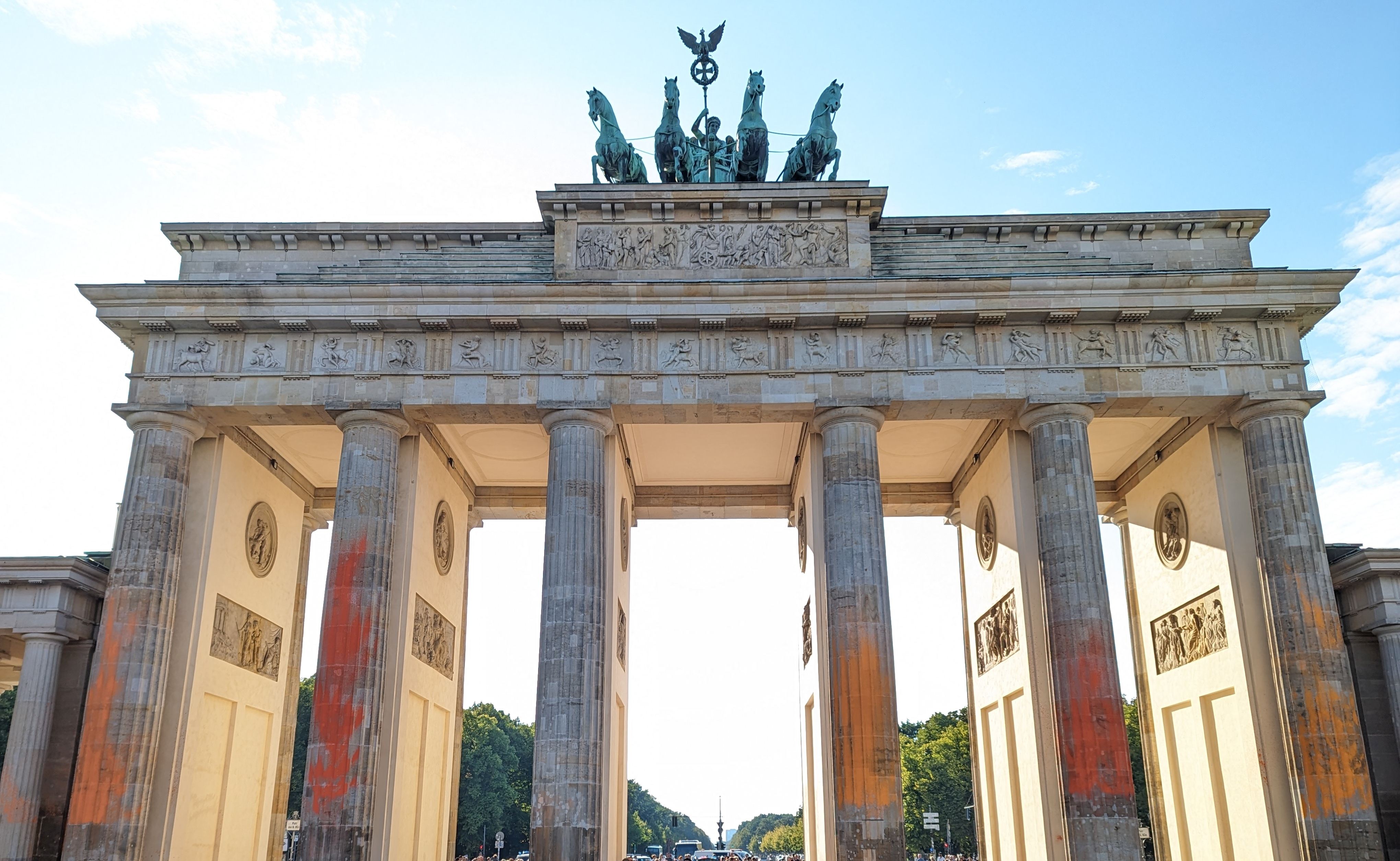
Brama Brandenburska zniszczona przez działaczy Ostatniego Pokolenia (17 września 2023)

17 września członkowie Ostatniego Pokolenia użyli gaśnic wypełnionych farbą do pomalowania sześciu filarów Bramy Brandenburskiej. W efekcie niemiecki łuk triumfalny uległ uszkodzeniu, a jego naprawę wyceniono na 110 tys. euro. W kwietniu 2024 troje aktywistów odpowiedzialnych za zniszczenia zostało skazanych na 8 miesięcy pozbawienia wolności w zawieszeniu.

### 2024
W styczniu niemiecka frakcja ogłosiła, że w przyszłości nie będzie organizować blokad dróg jako formy protestu i zamiast tego zaczną organizować zgromadzenia publiczne w miejscach takich jak siedziby przedsiębiorstw energetycznych czy na lotniskach.
W lutym zaczęła działać polska frakcja ugrupowania. Tego samego miesiąca niemiecka frakcja potwierdziła swój zamiar kandydowania w wyborach do Parlamentu Europejskiego. Otrzymała w nich 0,3 procent poparcia, nie zdobywając żadnego mandatu. Nie przekroczyła też 0,5 procentowego progu wymaganego przy finansowaniu partii politycznych. W wyborach tych nie startowała frakcja włoska, austriacka i polska.
4 marca grupa opublikowała list otwarty do trzeciego rządu Donalda Tuska, w którym zawarto dwa żądania: zwiększenie inwestycji w kolej i komunikację zbiorową oraz wprowadzenie biletu miesięcznego za 50 zł na transport regionalny. Podkreślono również, że list ma charakter ultimatum, obowiązującego do końca I tury wyborów samorządowych. Dzień przed tym dwie aktywistki Ostatniego Pokolenia przerwały koncert w Filharmonii Narodowej z okazji jubileuszu 60-lecia pracy artystycznej i 80. urodzin dyrygenta Antoniego Wita. 8 marca kolejne dwie protestujące oblały farbą pomnik Warszawskiej Syrenki. Brak odpowiedzi premiera na postulaty aktywistów spowodował, że zaczęli oni prawie codziennie blokować ulice i mosty na terenie Warszawy, często przyklejając się przy tym do jezdni.
W kwietniu miała miejsce blokada Mostu Poniatowskiego w Warszawie. 20 marca 2025 roku Sąd Rejonowy dla Warszawy Praga Południe wydał wyrok w tej sprawie, skazując 11 osób biorących udział w proteście. Trzy osoby otrzymały areszt na 10 lub 15 dni, natomiast osiem skazano na 30 dni prac społecznych.
26 kwietnia, w wyniku jednej z blokad w Alejach Jerozolimskich, w korku utknęła karetka pogotowia jadąca na sygnale. W odpowiedzi na podejrzenia ze strony Komendy Stołecznej Policji o złamaniu prawa, na profilach społecznościowych Ostatniego Pokolenia umieszczono nagranie, na którym aktywiści przepuścili pojazd po uformowaniu korytarza życia.
18 maja sześciu działaczy przykleiło się do dróg dojazdowych prowadzących do pasów startowych lotniska w Monachium. W czasie dwugodzinnych zakłóceń odwołano około 60 lotów, a 14 zmieniono trasy.

28 sierpnia dwóch członków ugrupowania oblało farbą szklaną fasadę galerii handlowej Złote Tarasy w Warszawie. 

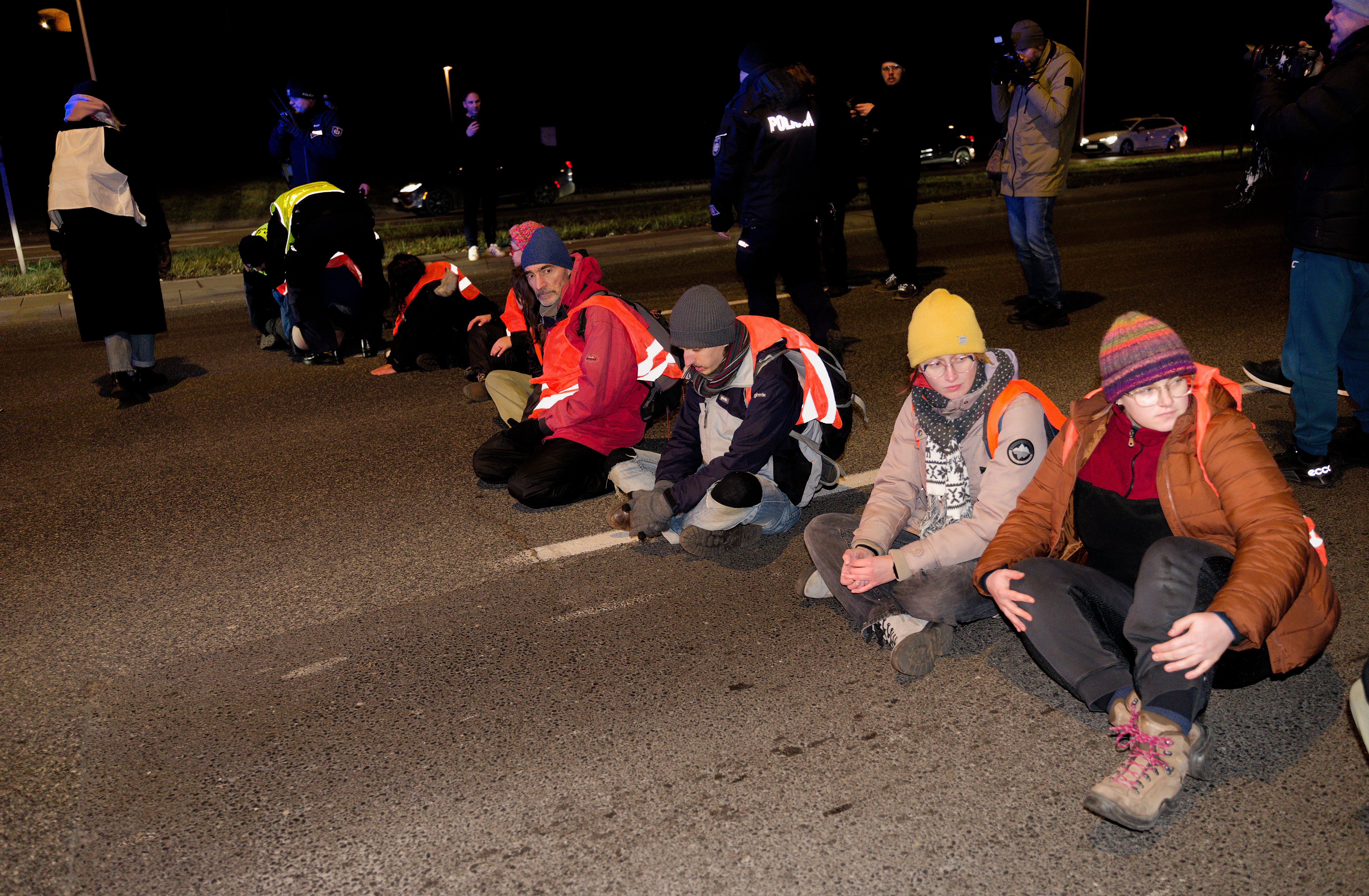
Aktywiści Ostatniego Pokolenia blokujący Wisłostradę w Warszawie (2024)

13 grudnia na Wisłostradzie członkowie Ostatniego Pokolenia mieli zamiar zorganizować „największą w historii blokadę drogi”, lecz na skutek działań policji oraz niesprzyjających warunków atmosferycznych blokadę zakończono po kilku minutach.

### 2025
W marcu Prokuratura Generalna w Monachium postawiła zarzuty pięciorgu aktywistom Ostatniego Pokolenia, oskarżając ich o utworzenie organizacji przestępczej.

## Finansowanie
Grupa utrzymuje, że jej głównym dochodem są dobrowolne darowizny i crowdfunding. Na początku 2022 niemiecka frakcja opublikowała raport przejrzystości, z którego wynika, że w 2021 otrzymała w formie darowizn ponad 900 tys. euro i wydała z nich około 535 tys.
Ostatnie Pokolenie jest częścią sieci A22 finansowanej przez organizację Climate Emergency Fund z siedzibą w USA. Z funduszem tym związana jest Aileen Getty, spadkobierczyni majątku Jean Paula Getty’ego. Głównymi beneficjentami środków CEF są m.in. Just Stop Oil w Wielkiej Brytanii, Renovate Switzerland w Szwajcarii, czy Stopp oljeletinga w Norwegii. Polskie Ostatnie Pokolenie, pomimo braku informacji na ich stronie o przynależności do A22, została określona jako jeden z beneficjentów programu.